# Хлорогеновая кислота
Хлороге́новая кислота́ — сложный эфир кофейной кислоты с одним из стереоизомеров хинной кислоты.
Иногда термином «хлорогеновые кислоты» называют все продукты этерификации хинной кислоты кофейной кислотой. Название соединений происходит от греческих слов χλωρός (светло-зеленый) и -γένος (суффикс, означающий «порождающий»), относящихся к зеленому окрашиванию, возникающему при окислении хлорогеновых кислот. Среди моноэфиров возможны четыре изомера, из которых реально встречаются 3-кофеоилхинная (изохлорогеновая), 4-кофеоилхинная и 5-кофеоилхинная кислоты. Иногда хлорогеновую кислоту называют 3-кофеилхинной из-за разночтений в порядке нумерации атомов углерода в хинной кислоте.

## Свойства
Представляет собой бесцветные кристаллы с температурой плавления 206—210 С. Легко растворима в воде и этаноле, трудно растворима в диэтиловом эфире, не растворима в хлороформе. Щелочной раствор зеленеет на воздухе, отсюда название кислоты.
Пики УФ-спектра составляют 240, 298 и 325 нм.
В УФ-свете даёт голубую флуоресценцию.

## Распространение
Широко распространена в природе, в значительных количествах содержится в зёрнах кофе, а также семенах подсолнечника, листьях черники, белого тополя, корнях цикория. Впервые обнаружена в 1893 г. А. С. Фаминцыным в семенах подсолнечника качественной микрохимической реакцией в срезе семядолей. Образуется исключительно в растениях и некоторых микроорганизмах.

## Получение

### Биосинтез
Может образовываться в растениях различными путями. В частности, у табака и гречихи синтез идёт по следующей схеме:
углевод → фенилаланин → тирозин → 3,4-диоксифенилаланин → 3,4-диоксифенилпропионовая кислота → кофейная кислота; кофейная кислота + хинная кислота → хлорогеновая кислота.
В клубнях картофеля синтез происходит иначе:
коричная кислота + хинная кислота → 3-О-циннамоилхинная кислота → 3-О-п-кумароилхинная кислота → хлорогеновая кислота

### Выделение
Может быть получена из растительного сырья путём экстракции этанолом с последующим выведением примесей путём экстрагирования этилацетатом или серным эфиром и концентрацией хлорогеновой кислоты под вакуумом.
Возможен химический синтез с предварительной защитой карбоксильных и гидроксильных групп исходных компонентов — хинной и коричной кислот.

## Биологическая роль

### Роль в растениях
Участвует в процессе дыхания растений. Роль хлорогеновой кислоты в сочетании с фенолоксидазой в окислении аминокислот, пептидов и белков показана А. И. Опариным в 1921 г. Является регулятором ростовых процессов растений, играет роль в обеспечении иммунитета растений против фитопатогенных грибов и вирусов. Принимает участие в стимуляции процесса оплодотворения плодовых растений за счёт ингибирования фермента, разрушающего фитогормон ауксин — оксидазы β-индолилуксусной кислоты.

### Фармакологические свойства
Обусловлены в основном сильным антиоксидантным действием. По антиоксидантной активности в 27 раз превосходит флавоноид нарингенин, но уступает феруловой и кофейной кислоте.
Ингибирует биосинтез лейкотриенов, блокируя липоксигеназы, окисляющие арахидоновую кислоту.
Снижает уровень малонового диальдегида в плазме крови и в составе липопротеинов низкой плотности. Снижая чувствительность ЛПНП к окислению, может снижать риск сердечно-сосудистых заболеваний.
Ферментативно окисленные формы проявляют антивирусную активность в отношении возбудителей герпеса. Экстракты, богатые хлорогеновой кислотой, ингибировали экспрессию обратной транскриптазы ВИЧ. Активна против штаммов кишечной палочки и золотистого стафилококка.
Отмечено гипогликемическое, гипохолестеринемическое, гепатопротекторное, противоопухолевое действие.
Обусловливает вкусомодифицирующее действие экстракта артишоков — если им прополоскать рот, в течение 4-5 минут вещества различного вкуса воспринимаются как одинаково сладкие.